# Amilcare Malagola
Amilcare Malagola (Modena, 24 dicembre 1840 – Fermo, 22 giugno 1895) è stato un cardinale e arcivescovo cattolico italiano.

## Biografia
Nacque a Modena il 24 dicembre 1840, da nobile famiglia, figlio di Mario e della sua prima moglie.
Ordinato sacerdote nel 1863 a Roma. Vescovo di Ascoli Piceno dal 1876 e quindi arcivescovo di Fermo dal 1877.
Papa Leone XIII lo elevò al rango di cardinale nel concistoro del 16 gennaio 1893.
Fu l'ultimo arcivescovo di Fermo ad avere il titolo cardinalizio.
Morì il 22 giugno 1895 all'età di 54 anni. Il vescovo di Forlì Raimondo Jaffei ne pronunciò l'elogio funebre.

## Genealogia episcopale e successione apostolica
La genealogia episcopale è:
- Cardinale Scipione Rebiba
- Cardinale Giulio Antonio Santori
- Cardinale Girolamo Bernerio, O.P.
- Arcivescovo Galeazzo Sanvitale
- Cardinale Ludovico Ludovisi
- Cardinale Luigi Caetani
- Cardinale Ulderico Carpegna
- Cardinale Paluzzo Paluzzi Altieri degli Albertoni
- Papa Benedetto XIII
- Papa Benedetto XIV
- Papa Clemente XIII
- Cardinale Bernardino Giraud
- Cardinale Alessandro Mattei
- Cardinale Pietro Francesco Galleffi
- Cardinale Filippo de Angelis
- Cardinale Amilcare Malagola

La successione apostolica è:
- Vescovo Bartolomeo Ortolani (1877)
- Arcivescovo Roberto Papiri (1887)
- Arcivescovo Mariano Gavasci, O.F.M.Cap. (1890)
- Vescovo Gabriele Neviani, O.F.M. (1893)
- Cardinale Giovanni Tacci Porcelli (1895)
- Vescovo Raimondo Jaffei (1895)